# Jean-Yann Dounezek
Jean-Yann Dounezek (20 gennaio 1986) è un calciatore francese, portiere dell'Hienghène Sport.

## Carriera

### Club
Comincia a giocare all'AS Témala. Nel 2007 si trasferisce al Magenta. Nel 2012 viene acquistato dall'Hienghène Sport.

### Nazionale
Ha debuttato in Nazionale il 17 luglio 2007, nell'amichevole Nuova Caledonia-Vanuatu (5-3). Ha partecipato, con la Nazionale, alla Coppa delle nazioni oceaniane 2008. Ha collezionato in totale, con la maglia della Nazionale, 7 presenze.